# Indigoberghoningkruiper
De indigoberghoningkruiper (Diglossa indigotica) is een zangvogel uit de familie Thraupidae (tangaren).

## Verspreiding en leefgebied
Deze soort komt voor in de Andes van westelijk Colombia en noordwestelijk Ecuador (zuidelijk tot Pichincha).